# Campeonato Mundial de Rali de 2007
A temporada 2007 do Campeonato Mundial de Rali foi a 35ª edição do Campeonato Mundial de Rali da FIA. A temporada teve início em 19 de janeiro com o 75ème Rallye Automobile de Monte-Carlo e terminou em 2 de dezembro com o 63rd Wales Rally of Great Britain. O piloto campeão foi Sébastien Loeb da equipe Citroën, à frente de Marcus Grönholm e Mikko Hirvonen da Ford que venceu o campeonato de construtores.

## Eventos

### Resultados
| Evento | Nome do rali                                                                    | Pódio   | Pódio              | Pódio                | Pódio     |
| Evento | Nome do rali                                                                    | Ranking | Piloto             | Carro                | Tempo     |
| ------ | ------------------------------------------------------------------------------- | ------- | ------------------ | -------------------- | --------- |
| 1      | 75ème Rallye Automobile de Monte-Carlo (19–21 de janeiro) — Resultados          | 1       | Sébastien Loeb     | Citroën C4 WRC       | 3:10:27,4 |
| 1      | 75ème Rallye Automobile de Monte-Carlo (19–21 de janeiro) — Resultados          | 2       | Dani Sordo         | Citroën C4 WRC       | 3:11:05,6 |
| 1      | 75ème Rallye Automobile de Monte-Carlo (19–21 de janeiro) — Resultados          | 3       | Marcus Grönholm    | Ford Focus RS WRC 06 | 3:11:50,2 |
|        |                                                                                 |         |                    |                      |           |
| 2      | 56th Uddeholm Swedish Rally (9–11 de fevereiro) — Resultados                    | 1       | Marcus Grönholm    | Ford Focus RS WRC 06 | 3:08:40,7 |
| 2      | 56th Uddeholm Swedish Rally (9–11 de fevereiro) — Resultados                    | 2       | Sébastien Loeb     | Citroën C4 WRC       | 3:09:34,5 |
| 2      | 56th Uddeholm Swedish Rally (9–11 de fevereiro) — Resultados                    | 3       | Mikko Hirvonen     | Ford Focus RS WRC 06 | 3:10:22,2 |
|        |                                                                                 |         |                    |                      |           |
| 3      | 2nd Rally Norway (16–18 de fevereiro) — Resultados                              | 1       | Mikko Hirvonen     | Ford Focus RS WRC 06 | 3:28:17,0 |
| 3      | 2nd Rally Norway (16–18 de fevereiro) — Resultados                              | 2       | Marcus Grönholm    | Ford Focus RS WRC 06 | 3:28:26,5 |
| 3      | 2nd Rally Norway (16–18 de fevereiro) — Resultados                              | 3       | Henning Solberg    | Ford Focus RS WRC 06 | 3:32:01,6 |
|        |                                                                                 |         |                    |                      |           |
| 4      | 21º Corona Rally México (9–11 de março) — Resultados                            | 1       | Sébastien Loeb     | Citroën C4 WRC       | 3:48:13,3 |
| 4      | 21º Corona Rally México (9–11 de março) — Resultados                            | 2       | Marcus Grönholm    | Ford Focus RS WRC 06 | 3:49:09,1 |
| 4      | 21º Corona Rally México (9–11 de março) — Resultados                            | 3       | Mikko Hirvonen     | Ford Focus RS WRC 06 | 3:49:41,0 |
|        |                                                                                 |         |                    |                      |           |
| 5      | 41º Vodafone Rally de Portugal (30 de março–1º de abril) — Resultados           | 1       | Sébastien Loeb     | Citroën C4 WRC       | 3:53:33,1 |
| 5      | 41º Vodafone Rally de Portugal (30 de março–1º de abril) — Resultados           | 2       | Petter Solberg     | Subaru Impreza WRC   | 3:56:47,0 |
| 5      | 41º Vodafone Rally de Portugal (30 de março–1º de abril) — Resultados           | 3       | Dani Sordo         | Citroën C4 WRC       | 3:58:38,4 |
|        |                                                                                 |         |                    |                      |           |
| 6      | 27º Rally Argentina (4–6 de maio) — Resultados                                  | 1       | Sébastien Loeb     | Citroën C4 WRC       | 2:52:03,8 |
| 6      | 27º Rally Argentina (4–6 de maio) — Resultados                                  | 2       | Marcus Grönholm    | Ford Focus RS WRC 06 | 2:52:40,5 |
| 6      | 27º Rally Argentina (4–6 de maio) — Resultados                                  | 3       | Mikko Hirvonen     | Ford Focus RS WRC 06 | 2:54:19,0 |
|        |                                                                                 |         |                    |                      |           |
| 7      | 4º Supermag Rally Italia Sardinia (18–20 de maio) — Resultados                  | 1       | Marcus Grönholm    | Ford Focus RS WRC 06 | 3:48:42,0 |
| 7      | 4º Supermag Rally Italia Sardinia (18–20 de maio) — Resultados                  | 2       | Mikko Hirvonen     | Ford Focus RS WRC 06 | 3:49:11,2 |
| 7      | 4º Supermag Rally Italia Sardinia (18–20 de maio) — Resultados                  | 3       | Dani Sordo         | Citroën C4 WRC       | 3:50:03,8 |
|        |                                                                                 |         |                    |                      |           |
| 8      | 54th BP Ultimate Acropolis Rally of Greece (31 de maio–3 de junho) — Resultados | 1       | Marcus Grönholm    | Ford Focus RS WRC 06 | 3:49:22,6 |
| 8      | 54th BP Ultimate Acropolis Rally of Greece (31 de maio–3 de junho) — Resultados | 2       | Sébastien Loeb     | Citroën C4 WRC       | 3:50:01,2 |
| 8      | 54th BP Ultimate Acropolis Rally of Greece (31 de maio–3 de junho) — Resultados | 3       | Petter Solberg     | Subaru Impreza WRC   | 3:50:56,7 |
|        |                                                                                 |         |                    |                      |           |
| 9      | 57th Neste Oil Rally Finland (3–5 de agosto) — Resultados                       | 1       | Marcus Grönholm    | Ford Focus RS WRC 07 | 2:57:26,1 |
| 9      | 57th Neste Oil Rally Finland (3–5 de agosto) — Resultados                       | 2       | Mikko Hirvonen     | Ford Focus RS WRC 07 | 2:57:50,3 |
| 9      | 57th Neste Oil Rally Finland (3–5 de agosto) — Resultados                       | 3       | Sébastien Loeb     | Citroën C4 WRC       | 2:58:36.0 |
|        |                                                                                 |         |                    |                      |           |
| 10     | 26. ADAC Rallye Deutschland (17–19 de agosto) — Resultados                      | 1       | Sébastien Loeb     | Citroën C4 WRC       | 3:27:27,5 |
| 10     | 26. ADAC Rallye Deutschland (17–19 de agosto) — Resultados                      | 2       | François Duval     | Citroën Xsara WRC    | 3:27:47,8 |
| 10     | 26. ADAC Rallye Deutschland (17–19 de agosto) — Resultados                      | 3       | Mikko Hirvonen     | Ford Focus RS WRC 07 | 3:28:46,6 |
|        |                                                                                 |         |                    |                      |           |
| 11     | 37th Propecia Rally New Zealand (31 de agosto–2 de setembro) — Resultados       | 1       | Marcus Grönholm    | Ford Focus RS WRC 07 | 3:52:53,9 |
| 11     | 37th Propecia Rally New Zealand (31 de agosto–2 de setembro) — Resultados       | 2       | Sébastien Loeb     | Citroën C4 WRC       | 3:52:54,2 |
| 11     | 37th Propecia Rally New Zealand (31 de agosto–2 de setembro) — Resultados       | 3       | Mikko Hirvonen     | Ford Focus RS WRC 07 | 3:54:36,7 |
|        |                                                                                 |         |                    |                      |           |
| 12     | 43º Rally RACC Catalunya - Costa Daurada (5–7 de outubro) — Resultados          | 1       | Sébastien Loeb     | Citroën C4 WRC       | 3:22:50,5 |
| 12     | 43º Rally RACC Catalunya - Costa Daurada (5–7 de outubro) — Resultados          | 2       | Dani Sordo         | Citroën C4 WRC       | 3:23:04,3 |
| 12     | 43º Rally RACC Catalunya - Costa Daurada (5–7 de outubro) — Resultados          | 3       | Marcus Grönholm    | Ford Focus RS WRC 07 | 3:23:30,3 |
|        |                                                                                 |         |                    |                      |           |
| 13     | 51ème Tour de Corse - Rallye de France (12–14 de outubro) — Resultados          | 1       | Sébastien Loeb     | Citroën C4 WRC       | 3:28:31,5 |
| 13     | 51ème Tour de Corse - Rallye de France (12–14 de outubro) — Resultados          | 2       | Marcus Grönholm    | Ford Focus RS WRC 07 | 3:28:55,2 |
| 13     | 51ème Tour de Corse - Rallye de France (12–14 de outubro) — Resultados          | 3       | Dani Sordo         | Citroën C4 WRC       | 3:29:15,8 |
|        |                                                                                 |         |                    |                      |           |
| 14     | 4th Rally Japan (26–28 de outubro) — Resultados                                 | 1       | Mikko Hirvonen     | Ford Focus RS WRC 07 | 3:23:57,6 |
| 14     | 4th Rally Japan (26–28 de outubro) — Resultados                                 | 2       | Dani Sordo         | Citroën C4 WRC       | 3:24:35,0 |
| 14     | 4th Rally Japan (26–28 de outubro) — Resultados                                 | 3       | Henning Solberg    | Ford Focus RS WRC 06 | 3:28:31,3 |
|        |                                                                                 |         |                    |                      |           |
| 15     | 1st Rally Ireland (15–18 de novembro) — Resultados                              | 1       | Sébastien Loeb     | Citroën C4 WRC       | 3:01:39,2 |
| 15     | 1st Rally Ireland (15–18 de novembro) — Resultados                              | 2       | Dani Sordo         | Citroën C4 WRC       | 3:02:32,6 |
| 15     | 1st Rally Ireland (15–18 de novembro) — Resultados                              | 3       | Jari-Matti Latvala | Ford Focus RS WRC 06 | 3:03:27,4 |
|        |                                                                                 |         |                    |                      |           |
| 16     | 63rd Wales Rally of Great Britain (30 de novembro–2 de dezembro) — Resultados   | 1       | Mikko Hirvonen     | Ford Focus RS WRC 07 | 3:22:50,9 |
| 16     | 63rd Wales Rally of Great Britain (30 de novembro–2 de dezembro) — Resultados   | 2       | Marcus Grönholm    | Ford Focus RS WRC 07 | 3:23:06,1 |
| 16     | 63rd Wales Rally of Great Britain (30 de novembro–2 de dezembro) — Resultados   | 3       | Sébastien Loeb     | Citroën C4 WRC       | 3:24:23,9 |
|        |                                                                                 |         |                    |                      |           |

### Estatísticas
| Etapa | Evento                | Datas                        | Superfície   | Estágios | Percurso  | Participantes | Terminaram | Vencedor    | Vel. média  |
| ----- | --------------------- | ---------------------------- | ------------ | -------- | --------- | ------------- | ---------- | ----------- | ----------- |
| 1     | Rali de Monte Carlo   | 9–21 de janeiro              | Asfalto/gelo | 15       | 328,54 km | 47            | 39         | S. Loeb     | 103,50 km/h |
| 2     | Rali da Suécia        | 9–11 de fevereiro            | Neve         | 20       | 342,09 km | 58            | 43         | M. Grönholm | 108,79 km/h |
| 3     | Rali da Noruega       | 16–18 de fevereiro           | Neve         | 18       | 355,99 km | 74            | 63         | M. Hirvonen | 102,55 km/h |
| 4     | Rali do México        | 9–11 de março                | Cascalho     | 20       | 366,06 km | 47            | 36         | S. Loeb     | 96,24 km/h  |
| 5     | Rali de Portugal      | 30 de março–1º de abril      | Cascalho     | 18       | 357,10 km | 80            | 61         | S. Loeb     | 91,74 km/h  |
| 6     | Rali da Argentina     | 3–6 de maio                  | Cascalho     | 23       | 370,36 km | 70            | 41         | S. Loeb     | 86,57 km/h  |
| 7     | Rali da Sardenha      | 18–20 de maio                | Cascalho     | 18       | 342,86 km | 82            | 67         | M. Grönholm | 89,95 km/h  |
| 8     | Rali da Acrópole      | 31 de maio–3 de junho        | Cascalho     | 21       | 334,44 km | 64            | 49         | M. Grönholm | 87,48 km/h  |
| 9     | Rali da Finlândia     | 3–5 de agosto                | Cascalho     | 23       | 360,34 km | 97            | 70         | M. Grönholm | 121,85 km/h |
| 10    | Rali da Alemanha      | 17–19 de agosto              | Asfalto      | 19       | 356,27 km | 102           | 88         | S. Loeb     | 103,04 km/h |
| 11    | Rali da Nova Zelândia | 31 de agosto–2 de setembro   | Cascalho     | 18       | 353,56 km | 68            | 59         | M. Grönholm | 91,09 km/h  |
| 12    | Rali da Catalunha     | 5–7 de outubro               | Asfalto      | 18       | 352,87 km | 81            | 65         | S. Loeb     | 104,38 km/h |
| 13    | Rali da Córsega       | 12–14 de outubro             | Asfalto      | 16       | 359,32 km | 74            | 60         | S. Loeb     | 98,18 km/h  |
| 14    | Rali do Japão         | 26–28 de outubro             | Cascalho     | 27       | 350,19 km | 85            | 72         | M. Hirvonen | 103,02 km/h |
| 15    | Rali da Irlanda       | 15–18 de novembro            | Asfalto      | 20       | 328,72 km | 84            | 66         | S. Loeb     | 108,58 km/h |
| 16    | Rali da Grã-Bretanha  | 30 de novembro–2 de dezembro | Cascalho     | 17       | 359,54 km | 108           | 86         | M. Hirvonen | 106,35 km/h |

## Resultados finais da temporada

### Campeonato de pilotos
| Pos | Piloto             | MON | SUÉ | NOR | MÉX | POR | ARG | ITA | GRÉ | FIN | ALE | NZL | ESP | FRA | JAP | IRL | GBR | Pts |
| --- | ------------------ | --- | --- | --- | --- | --- | --- | --- | --- | --- | --- | --- | --- | --- | --- | --- | --- | --- |
| 1   | Sébastien Loeb     | 1   | 2   | 14  | 1   | 1   | 1   | Ret | 2   | 3   | 1   | 2   | 1   | 1   | Ret | 1   | 3   | 116 |
| 2   | Marcus Grönholm    | 3   | 1   | 2   | 2   | 4   | 2   | 1   | 1   | 1   | 4   | 1   | 3   | 2   | Ret | Ret | 2   | 112 |
| 3   | Mikko Hirvonen     | 5   | 3   | 1   | 3   | 5   | 3   | 2   | 4   | 2   | 3   | 3   | 4   | 13  | 1   | 4   | 1   | 99  |
| 4   | Dani Sordo         | 2   | 12  | 25  | 4   | 3   | 6   | 3   | 24  | Ret | Ret | 6   | 2   | 3   | 2   | 2   | 5   | 65  |
| 5   | Petter Solberg     | 6   | Ret | 4   | Ret | 2   | Ret | 5   | 3   | Ret | 6   | 7   | 6   | 5   | Ret | 5   | 4   | 47  |
| 6   | Henning Solberg    | 14  | 4   | 3   | 9   | 9   | 5   | 4   | 5   | 5   | 13  | 9   | 10  | 9   | 3   | 16  | 15  | 34  |
| 7   | Chris Atkinson     | 4   | 8   | 19  | 5   | Ret | 7   | 10  | 6   | 4   | 15  | 4   | 8   | 6   | Ret | 42  | 7   | 31  |
| 8   | Jari-Matti Latvala | Ret | Ret | 5   | 7   | 8   | 4   | 9   | 12  | Ret | 8   | 5   | 7   | 4   | 26  | 3   | 10  | 30  |
| 9   | Manfred Stohl      | 10  | 7   | 12  | 6   | 10  | 8   | 7   | 8   | Ret | Ret | 12  | Ret | 14  | 6   | Ret | 8   | 13  |
| 10  | François Duval     |     |     |     |     |     |     |     | Ret |     | 2   |     | 5   | Ret |     |     |     | 12  |
| 11  | Matthew Wilson     | 12  | Ret | 26  | 8   | 12  | 30  | 12  | 10  | 10  | 9   | 10  | 11  | Ret | 4   | 7   | 6   | 11  |
| 12  | Jan Kopecký        | 8   | 10  | 8   |     | 22  |     | Ret | 7   | Ret | 5   |     | Ret | 7   |     |     | 12  | 10  |
| 12  | Toni Gardemeister  | 7   | 6   | Ret |     | DSQ |     | 6   |     |     | 7   |     |     |     |     |     |     | 10  |
| 14  | Daniel Carlsson    |     | 5   | 7   |     | 6   |     | Ret |     |     |     |     |     |     |     |     |     | 9   |
| 15  | Gigi Galli         |     | 13  | 6   |     | 7   |     |     |     |     |     |     |     |     |     |     |     | 5   |
| 16  | Luís Pérez Companc |     | 15  |     | 19  | DNS | 28  | Ret | 11  | 11  |     | 23  | Ret |     | 5   |     | Ret | 4   |
| 16  | Xavier Pons        | 25  | Ret | 16  |     |     |     |     |     | 6   | 18  | Ret | 9   | 8   | 36  | Ret | 9   | 4   |
| 18  | Guy Wilks          |     |     | Ret |     | Ret |     |     | 9   | 9   | 10  |     |     |     |     | 6   | 13  | 3   |
| 18  | Urmo Aava          |     |     | 28  |     | 15  |     | 13  | 14  | 7   | 12  | 8   | 18  | Ret | 18  |     |     | 3   |
| 20  | Federico Villagra  |     |     |     |     | DNS | 9   | 11  | 32  | 14  |     | 11  | 13  |     | 7   |     | 18  | 2   |
| 21  | Juho Hänninen      |     | DSQ | 17  |     |     | 11  | 8   | Ret | Ret |     | 19  | 23  |     | 24  |     |     | 1   |
| 21  | Mads Østberg       |     | 9   | 37  |     | Ret |     | Ret |     | 8   |     |     |     |     |     |     | 11  | 1   |
| 21  | Katsuhiko Taguchi  |     |     |     |     |     |     |     |     |     |     |     |     |     | 8   |     |     | 1   |
| 21  | Gareth MacHale     | 11  |     |     | Ret | 13  |     | Ret |     |     |     |     |     |     |     | 8   |     | 1   |
| Pos | Piloto             | MON | SUÉ | NOR | MÉX | POR | ARG | ITA | GRÉ | FIN | ALE | NZL | ESP | FRA | JAP | IRL | GBR | Pts |

| Cor        | Resultado             |
| ---------- | --------------------- |
| Ouro       | Vencedor              |
| Prata      | 2.º lugar             |
| Bronze     | 3.º lugar             |
| Verde      | Terminou, nos pontos  |
| Azul       | Terminou, sem pontos  |
| Púrpura    | Ret – Retirou-se      |
| Vermelho   | NQ – Não qualificado  |
| Preto      | DSQ – Desqualificado  |
| Branco     | NL – Não largou       |
| Branco     | C – Corrida cancelada |
| Azul claro | AT – Apenas Treino    |
| Sem cor    | NP – Não participou   |
| Sem cor    | Les – Lesionado       |
| Sem cor    | EX – Excluído         |

### Campeonato de construtores
| Ranking | Fabricante                     | Evento | Evento | Evento | Evento | Evento | Evento | Evento | Evento | Evento | Evento | Evento | Evento | Evento | Evento | Evento | Evento | Total de pontos |
| Ranking | Fabricante                     | MON    | SUÉ    | NOR    | MÉX    | POR    | ARG    | ITA    | GRÉ    | FIN    | ALE    | NZL    | ESP    | FRA    | JAP    | IRL    | GBR    | Total de pontos |
| ------- | ------------------------------ | ------ | ------ | ------ | ------ | ------ | ------ | ------ | ------ | ------ | ------ | ------ | ------ | ------ | ------ | ------ | ------ | --------------- |
| 1       | BP Ford World Rally Team       | 10     | 16     | 18     | 14     | 9      | 14     | 18     | 15     | 18     | 11     | 16     | 11     | 9      | 10     | 5      | 18     | 212             |
| 2       | Citroën Total World Rally Team | 18     | 9      | 1      | 15     | 16     | 13     | 6      | 8      | 6      | 10     | 11     | 18     | 16     | 8      | 18     | 10     | 183             |
| 3       | Subaru World Rally Team        | 8      | 2      | 5      | 4      | 8      | 2      | 5      | 9      | 5      | 5      | 7      | 4      | 7      | 2      | 6      | 8      | 87              |
| 4       | Stobart VK M-Sport Ford        | 1      | 5      | 10     | 3      | 2      | 9      | 7      | 4      | 4      | 5      | 5      | 2      | 7      | 7      | 9      | 1      | 81              |
| 5       | OMV Kronos                     | 2      | 7      | 5      | 3      | 4      | 1      | 3      | 2      | 0      | 8      | 0      | 4      | 0      | 4      | 0      | 2      | 45              |
| 6       | Munchi's Ford World Rally Team | -      | 0      | -      | 0      | -      | 0      | 0      | 1      | 5      | -      | 0      | 0      | -      | 8      | -      | 0      | 14              |